# ブルチコ
ブルチコ（ボスニア語:Brčko、セルビア語:Брчко、クロアチア語:Brčko）はボスニア・ヘルツェゴビナ北部の都市であり、ブルチコ行政区の中心地。クロアチアとの国境となっているサヴァ川に面している。

## 政治
ブルチコはブルチコ行政区の中心的な町である。ブルチコ行政区はデイトン和平合意に従ってスルプスカ共和国とボスニア・ヘルツェゴビナ連邦の領域にまたがって設置された独立の行政区である。これについて、和平合意では両構成体の間で領域に関して主張が異なる部分を仲裁するのみであったはずにもかかわらず、現実にはこのような行政区が作られたことは和平合意に反するという見方もされている。ブルチコ行政区の行政は、アメリカ合衆国出身のラッフィ・グレゴリアン（Raffi Gregorian）を首班とする国際監視団によって支援されている。

## 歴史
ブルチコは1996年、ボスニア・ヘルツェゴビナ紛争時にはスルプスカ共和国の2つの領域を結ぶ回廊として戦略的にきわめて重要な場所となった。紛争が終結したデイトン合意後、アメリカ合衆国主導の多国籍部隊によってブルチコ郊外にマクガヴァン（McGovern）基地が建設された。 マクガヴァン基地は和平履行活動のために建設された（特に、ブルチコ市街に住むセルビア人と、ゴルニィ・ラヒッチ地区に住むボシュニャク人との間の平穏を維持するために）。セルビア人とボシュニャク人の双方がこの地域の領有を主張したことが対立の大きな原因となった。ブルチコ行政区は、北部のブルチコ市域を中心とするセルビア人地域と、南部のゴルニィ・ラヒッチ地区を中心とするボシュニャク人地域に分断されており、依然として対立は深刻である。境界線の向こうに残してきたかつての住居を昼間のうちに修復し、夜いったん帰宅したところ、次の日には修復したはずのかつての住居が再び破壊されていた、というような例もあったという。

## 人口
1991年の時点で最も人口が多かったのはボシュニャク人であった。その後公式な統計調査は行われていない（2007年現在）。（ブルチコ行政区#人口も参照。）

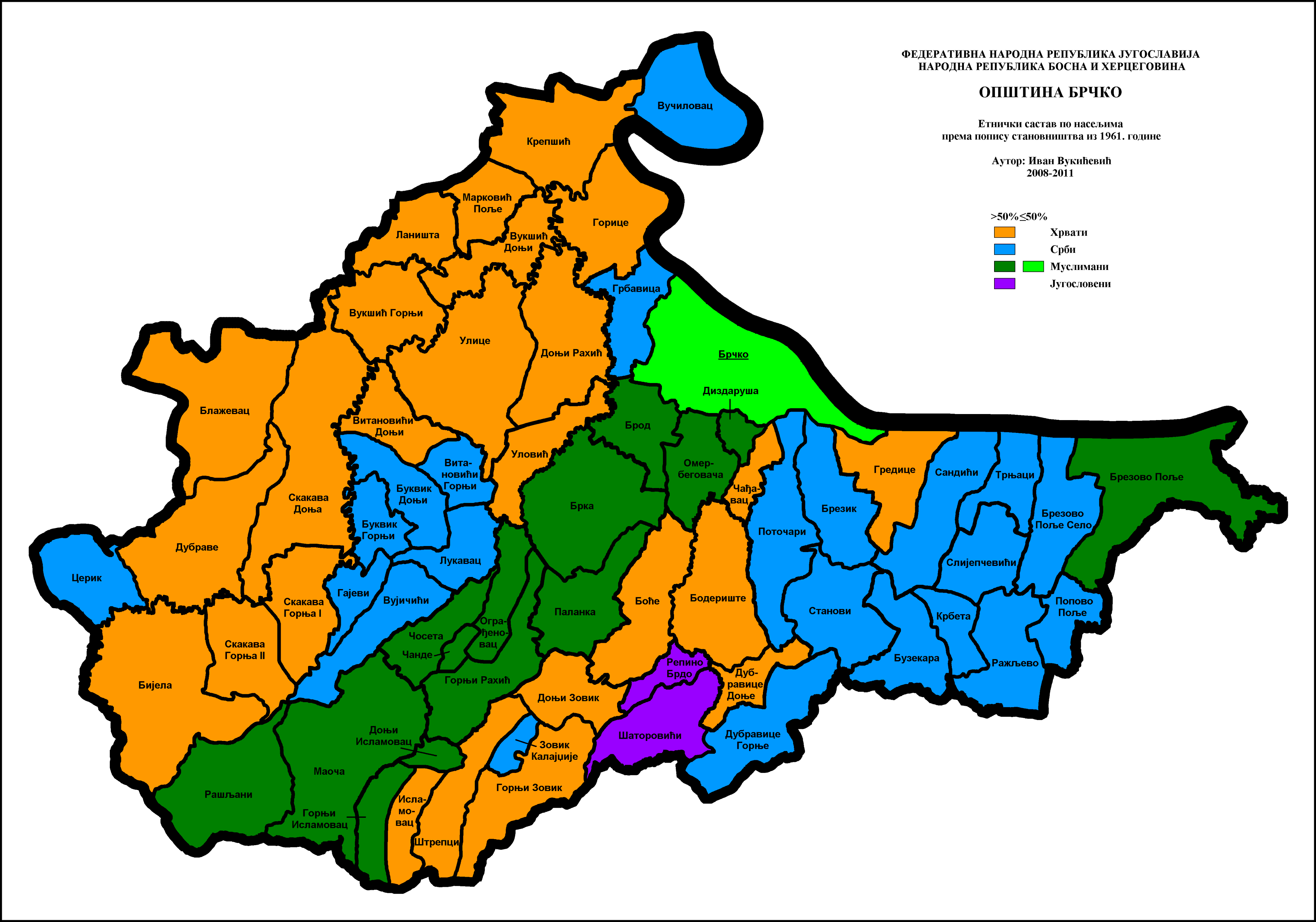
民族構成 1961年
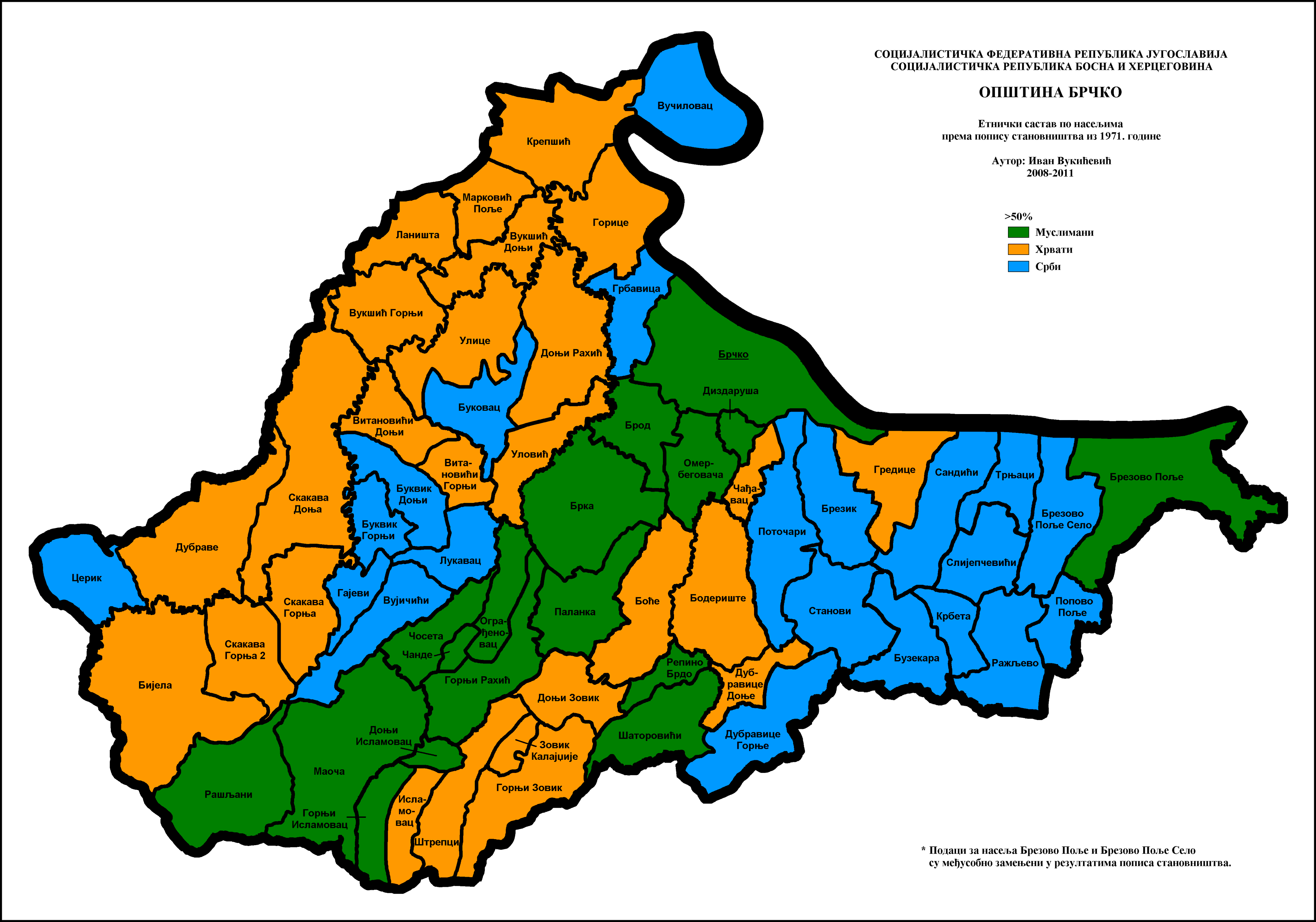
1971年
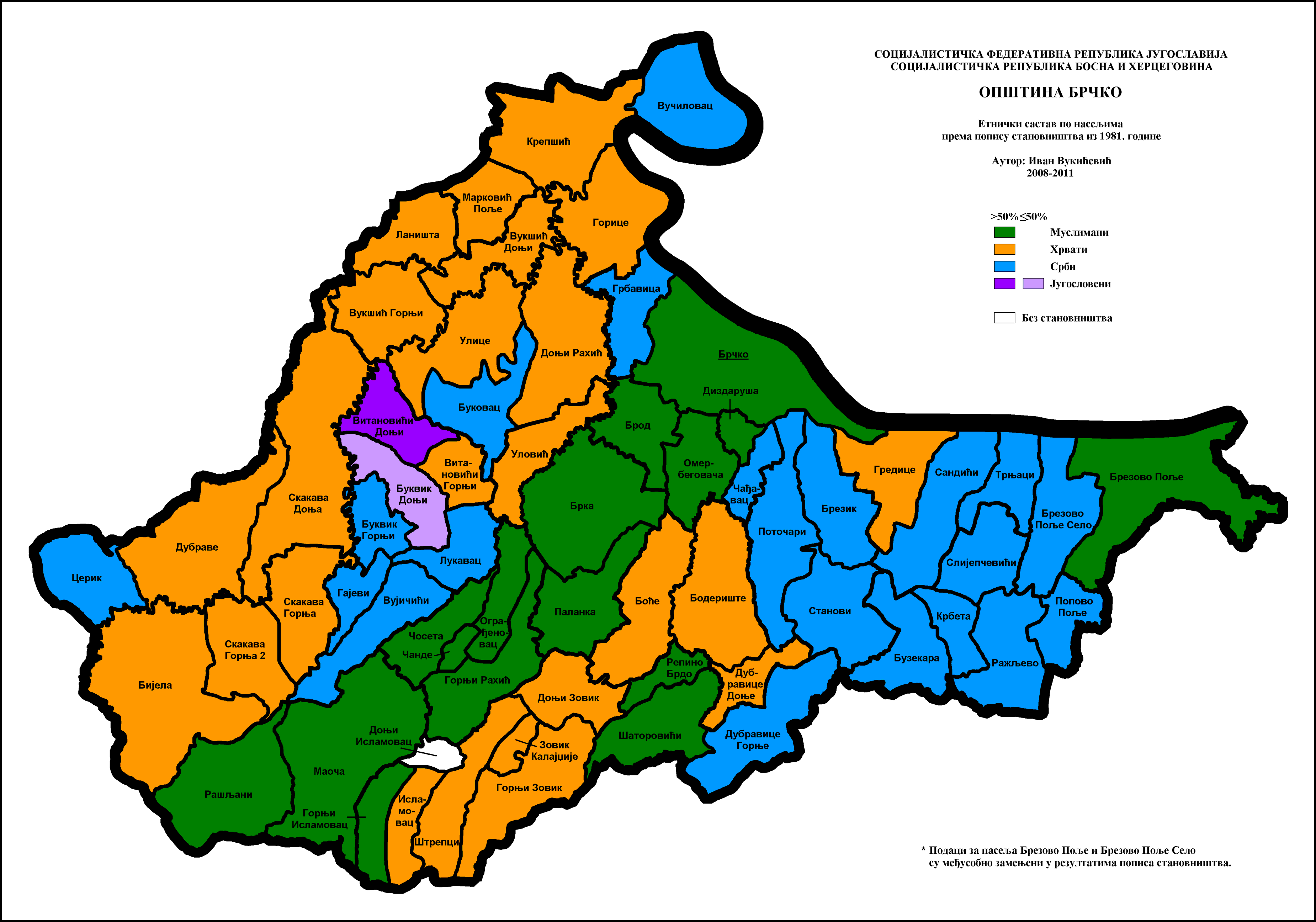
1981年
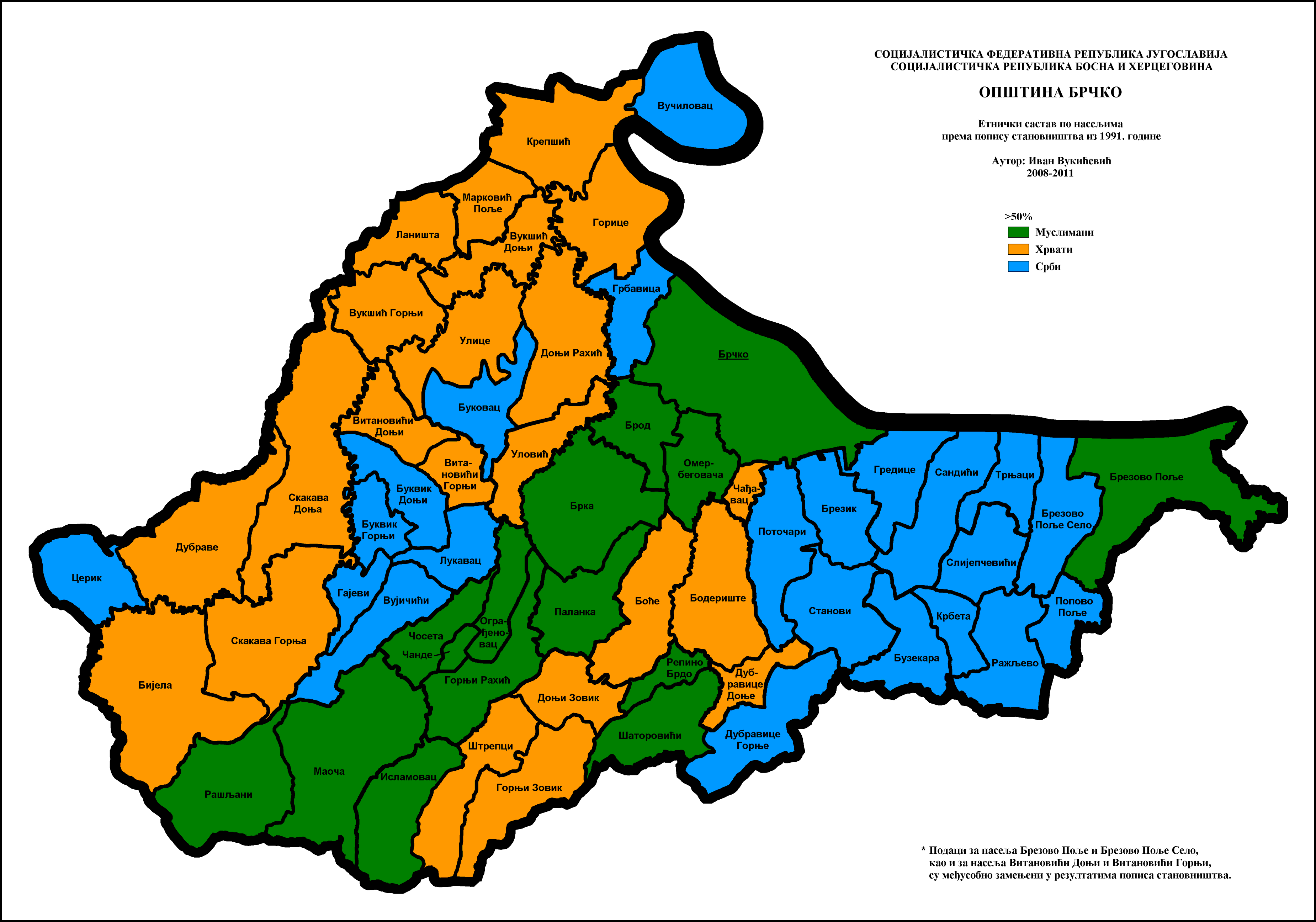
1991年
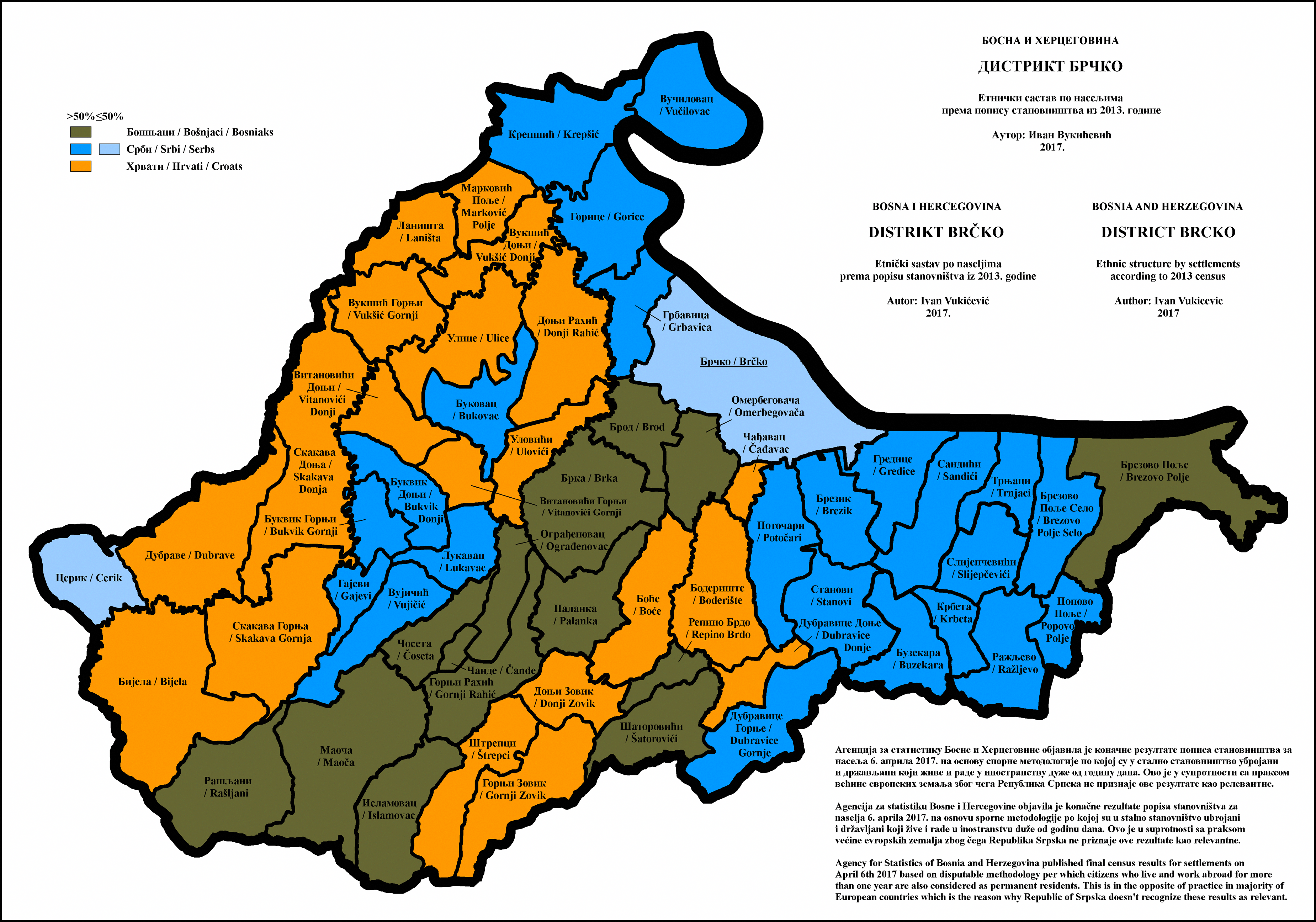
2013年

## スポーツ
スルプスカ共和国プルヴァ・リーガ（1部リーグ、en）に属するサッカークラブ、JKイェディンストヴォ・ブルチコがある。

## 特徴
ブルチコはボスニアで最大の港町であり、サヴァ川に港を持っている。また、演劇のフェスティバルも開催されている。

## 交通
市街地近くには鉄道駅があり、トゥズラ方面と毎日2往復の列車で結ばれている。国境を越え、クロアチアのヴィンコヴツィへは1本のみ運行される。交通手段としては鉄道を利用するよりバスや自動車が一般的である。

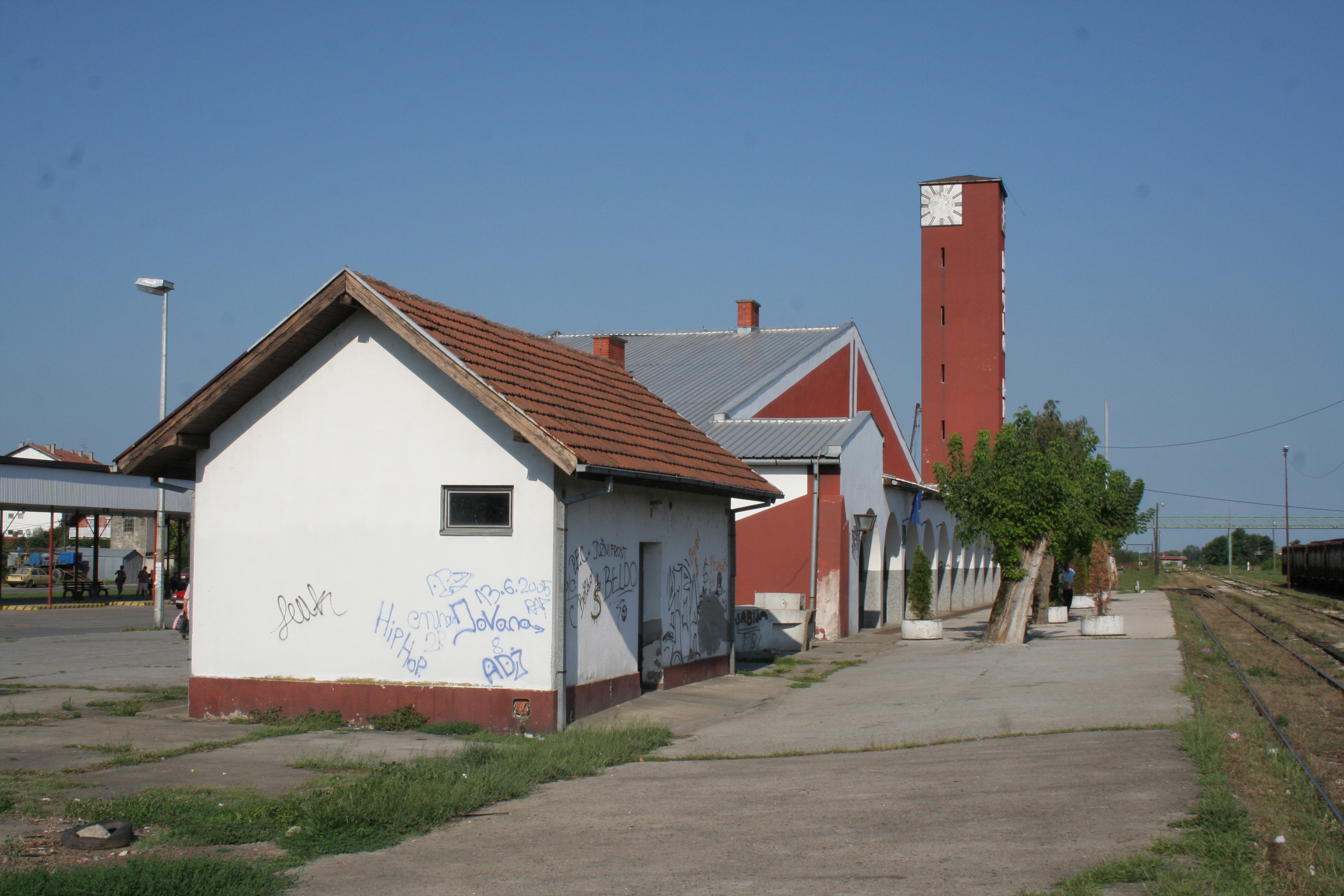
鉄道駅

## 出身者
- レパ・ブレナ - バルカン半島一円で有名なポップ・フォーク歌手。
- エド・マーイカ - ボスニアのラッパー。
- エドゥヴィン・カンカ・チュディッチ - ボスニア人権擁護者。